# Rennen der zwei Welten

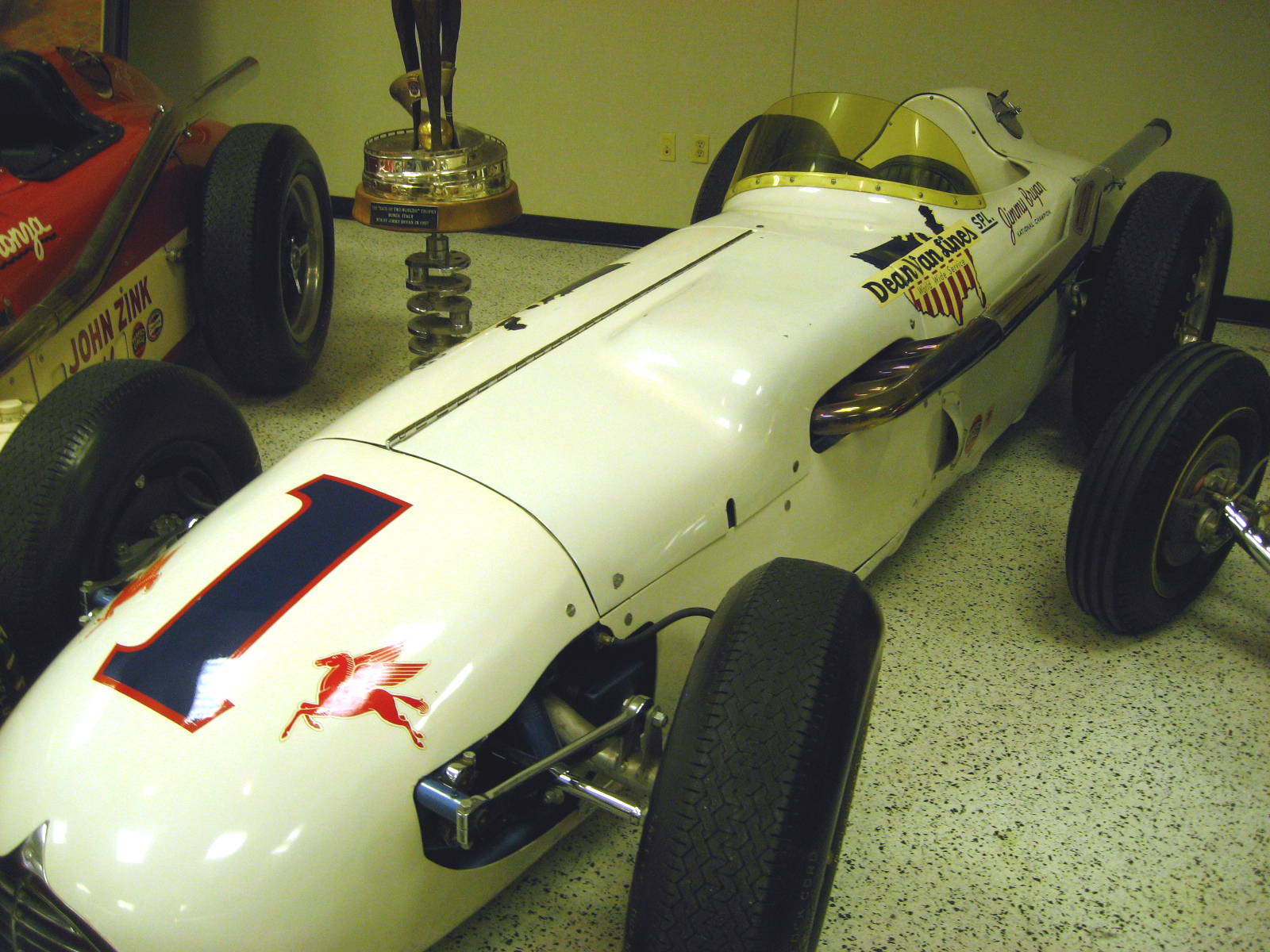
Der Dean Van Lines, ein Kuzma-Offenhauser, Siegerwagen von Jimmy Bryan 1957

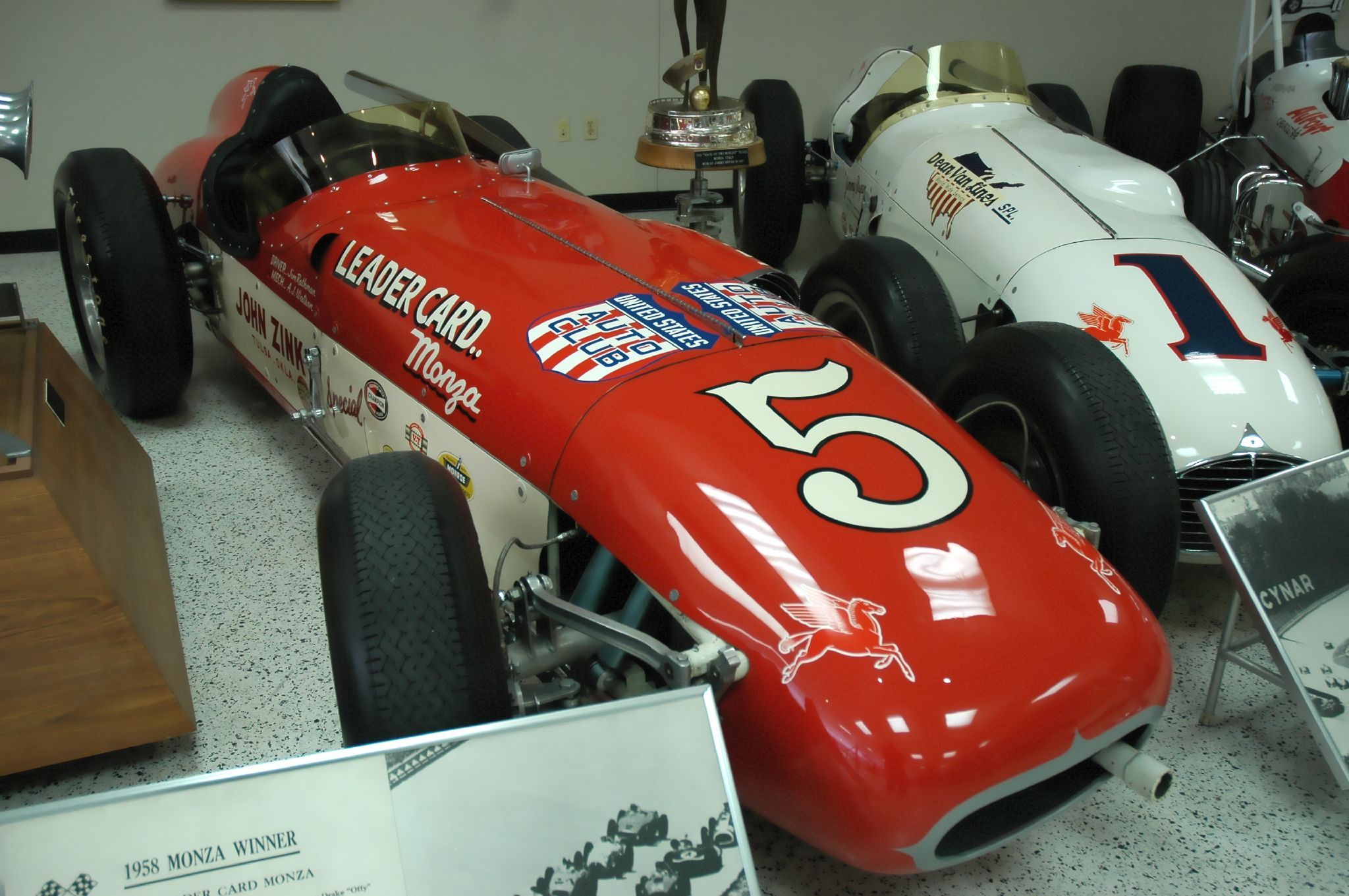
Der Leader-Zink-Spezial, ein Watson-Offenhauser von Jim Rathmann

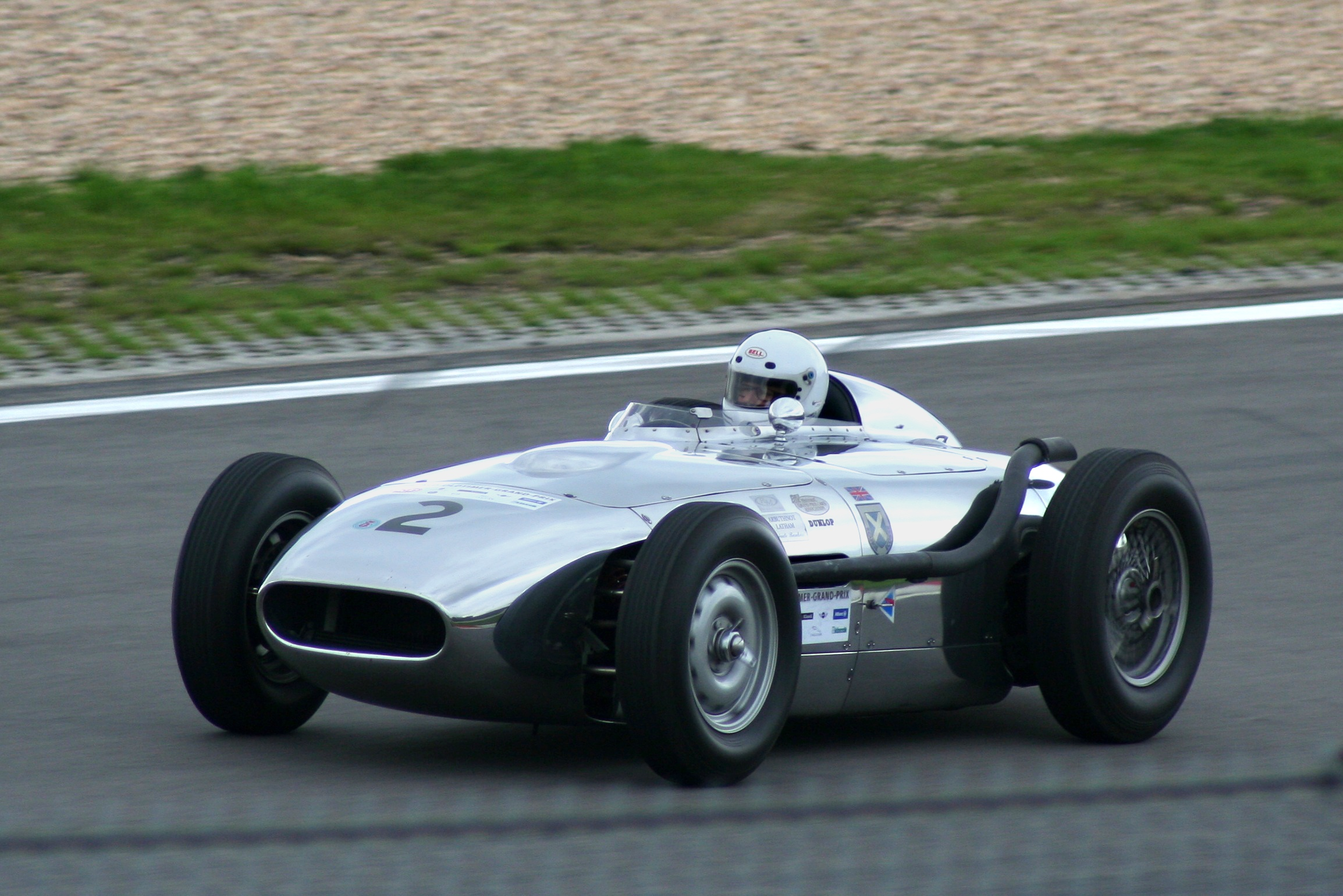
Lister „Monzanapolis“

Das Rennen der zwei Welten war ein Autorennen, welches in den Jahren 1957 und 1958 in Monza ausgetragen wurde. Dabei gingen amerikanische Rennfahrer in Champ Cars gegen europäische Rennfahrer in Formel-1-Fahrzeugen an den Start.

## Geschichte
1954 wurde in Monza ein Ovalkurs mit sehr steilen Kurvenüberhöhungen gebaut. Zusammen mit dem existierenden Straßenkurs wurde ein gemischter Streckenverlauf für den Großen Preis von Italien 1955 gebildet. Die Fahrzeuge fuhren eine Runde auf dem Straßenkurs und bogen dann am Ende der Start-Ziel-Geraden auf das Oval ab, um dort die Runde zu beenden. Auch 1956 wurde diese Streckenführung gefahren. Die Ähnlichkeit des Ovals von Monza veranlasste den Präsidenten des Mailänder Automobilklubs, Giuseppe Bacciagaluppi, den Veranstaltungsdirektor des United States Automobile Club (USAC), Duane Carter, nach Monza einzuladen, um sich das Rennen anzusehen. Zusammen arbeiteten sie eine Idee für ein Rennen aus, bei dem Champ Cars und Formel-1-Fahrzeuge gegeneinander an den Start gehen sollten.

## Das erste Rennen 1957
Für das Rennen, das im Juni 1957 stattfand, wurde nur das Oval benutzt. Vorbereitungen für die amerikanischen Fahrer traf im April 1957 Pat O’Connor. Er fuhr mit einem 5,5-Liter-V8-Chrsyler-Testfahrzeug für Firestone 226 Meilen mit einer Durchschnittsgeschwindigkeit von 163,4 mph (262,966 km/h). Seine schnellste Runde fuhr er mit einer Durchschnittsgeschwindigkeit von mehr als 170 mph (mehr als 273 km/h). Im Vergleich dazu betrug die Durchschnittsgeschwindigkeit, die O’Connor für seine Pole-Position in Indianapolis erreichte, 144 mph (231,745 km/h). Nach dem Indianapolis 500 wurden zehn Rennwagen von New York City mit dem Schiff nach Genua transportiert, von wo aus sie dann mit LKWs nach Monza gebracht wurden. Die Fahrer und Mechaniker folgten mit dem Flugzeug.
Die Veranstaltung drohte im Sande zu verlaufen, weil die Formel-1-Piloten nicht an den Start gehen wollten. Ihre Fahrzeuge waren auf dem Ovalkurs mit den Steilkurven nicht konkurrenzfähig gegenüber den Champ Cars. Andererseits hätten die Champ Cars auf einem Straßenkurs keine Chance gegen die Formel-1-Fahrzeuge gehabt. Außerdem waren die Fahrer beunruhigt wegen der Strecke. Sie war sehr uneben und in den Kurven wurde der ganze Federweg ausgenutzt, wenn die Fahrzeuge durch die Fliehkraft in Richtung Fahrbahn gedrückt wurden. Auch wegen der hohen Geschwindigkeiten boykottierten die meisten Fahrer das Rennen. Nur drei Jaguar D-Type von der Ecurie Ecosse nahmen teil. Diese Fahrzeuge errangen ein Wochenende zuvor einen Doppelsieg beim 24-Stunden-Rennen von Le Mans. Die Bedenken der Formel-1-Fahrer wegen der zu hohen Geschwindigkeit waren begründet, denn die Durchschnittsgeschwindigkeit, die Tony Bettenhausen für die Pole-Position erreichte, war 177 mph (284,853 km/h).
Die amerikanischen Fahrzeuge hatten nur Zweiganggetriebe, während die Jaguar mit Vierganggetrieben ausgerüstet waren. Die Jaguar-Fahrer konnten dies beim fliegenden Start ausnutzen und setzen sich von den hinteren Startplätzen aus an die Spitze. Aus der ersten Runde kamen sie mit etwa 300 Metern Vorsprung zurück. Allerdings hielt die Führung nicht lange und sie wurden von den amerikanischen Fahrern überholt. Aber es gab ein Preisgeld für den Führenden nach der ersten Runde, das sich Jack Fairman sicherte. Jimmy Bryan erzielte mit den Siegen im ersten und zweiten Lauf und dem zweiten Platz hinter Troy Ruttman im dritten Lauf den Gesamtsieg.

## Das zweite Rennen 1958
Das zweite Rennen der zwei Welten fand am 29. Juni 1958 statt.

### Teilnehmer
Die folgenden 19 Fahrer nahmen an dem Rennen teil:
| Startnr. | Fahrer              | Team / Fahrzeugbesitzer    | Fahrzeug                       | Hubraum  |
| -------- | ------------------- | -------------------------- | ------------------------------ | -------- |
| 1        | Jimmy Bryan         | George Salih               | Belond AP Special              | 4200 cm³ |
| 2        | Jack Fairman        | Ecurie Ecosse              | Lister Jaguar D-Type           | 3800 cm³ |
| 4        | Masten Gregory      | Ecurie Ecosse              | Jaguar D-Type                  | 3442 cm³ |
| 5        | Jim Rathmann        | John Zink                  | Zink Leader Card Special       | 4200 cm³ |
| 6        | Ivor Bueb           | Ecurie Ecosse              | Jaguar D-Type                  | 3800 cm³ |
| 8        | Rodger Ward         | Roger Walcott              | Walcott Fuel Injection Special | 4200 cm³ |
| 9        | Bob Veith           | Robert Bowes               | Bowes Seal Fast Special        | 4200 cm³ |
| 10       | Stirling Moss       | Scuderia Eldorado          | Eldorado-Italia                | 4190 cm³ |
| 12       | Mike Hawthorn       | Scuderia Ferrari           | Ferrari 326 MI                 | 4023 cm³ |
| 14       | Luigi Musso         | Scuderia Ferrari           | Ferrari 326 MI                 | 2962 cm³ |
| 16       | Harry Schell        | Luigi Chinetti             | Ferrari-Chinetti               | 2962 cm³ |
| 24       | Jimmy Reece         | Fred Sommer                | Hoyt Machine Special           | 4200 cm³ |
| 26       | Don Freeland        | Bob Estes                  | Bob Estes Special              | 4200 cm³ |
| 29       | Juan Manuel Fangio  | AE Dean                    | Dean Van Lines Special         | 4200 cm³ |
| 35       | Eddie Sachs         | Jim Robbins                | Jim Robbins Special            | 4200 cm³ |
| 49       | Ray Crawford        | Ray Crawford               | Maguire Mirror Glaze Special   | 4200 cm³ |
| 55       | Maurice Trintignant | Scalvi Inc.                | Scalvi and Amos Special        | 4200 cm³ |
| 75       | Johnny Thomson      | Racing Associates          | D-A Lubricant Special          | 4200 cm³ |
| 99       | Troy Ruttman        | Christopher J.C. Agajanian | Agajanian Special              | 4200 cm³ |

### Die Fahrzeuge
Die amerikanischen Rennwagen hatten alle den 4,2-Liter-Offenhauser-Motor mit vier Zylindern und doppelter obenliegender Nockenwelle, der üblicherweise etwas nach links versetzt im Chassis eingebaut war, um den Fliehkräften in den langgezogenen Linkskurven entgegenzuwirken. Die Fahrzeuge hatten Verbundachsen vorn und hinten mit Drehfedern. Die meisten nutzten Zweirohr-Teleskopstoßdämpfer, um die Probleme aus dem Vorjahr zu minimieren. Auch wie im Vorjahr hatten die amerikanischen Rennwagen ein Zweiganggetriebe. Es wurden Firestonereifen und Leichtmetallfelgen genutzt, da die normalen Räder, wie sie in Europa verwendet wurden, den Belastungen nicht standhielten (wie das Beispiel von Alberto Ascari zeigt, an dessen Ferrari in Indianapolis 1952 ein Rad brach).
Von den drei Jaguars waren zwei 3,8-Liter-D-Types und einer war ein 3,4-Liter-Fahrzeug, das schon im Vorjahr gefahren wurde. Jack Fairman fuhr einen Jaguar mit Lister-Chassis. Das war ein Einsitzer, der zu 10 mph Verlust in der Höchstgeschwindigkeit führte, da die Standard-Karosserien des D-Type aerodynamisch günstiger waren.
Ferrari baute ein völlig neues V12-4,2-Liter-Fahrzeug. Der Wagen hatte Querlenker und Schraubenfedern vorn und eine De-Dion-Achse mit Blattfedern hinten. Ferrari nutzte für dieses Rennen noch Speichenräder. Obwohl das Fahrzeug mit einem Fünfganggetriebe ausgestattet war, wurden für das Rennen zwei Gänge gesperrt. Der zweite Werks-Ferrari hatte ein speziell gefertigtes Chassis und einen 2,8-Liter-V6-Dino-296-Sportwagenmotor. Rundum hatte der Wagen Schraubenfedern, vorn Querlenker und hinten eine De-Dion-Achse. Die Federn waren vollständig in Gummi eingeschlossen, um die nötige Federung zu erreichen. Der dritte Ferrari von Harry Schell war ein von Chinetti modifiziertes altes Grand-Prix-Fahrzeug mit einem 4,2-Liter-V12-Saugmotor. Carroll Shelby fuhr vorher mit diesem Auto Bergrennen.
Stirling Moss ging mit einem auffällig lackierten Eldorado-Maserati ins Rennen. Er war weiß und hatte einen einzähnigen Cowboy auf der Seite. Der Motor war eine 4,2-Liter-V8-Maschine aus einem Maserati-Sportwagen. Während des Trainings wurde die Benzineinspritzung durch vier Vergaser ersetzt. Der Motor war nach links versetzt und die Übertragung verlief links am Fahrersitz vorbei. Tanks waren im Heck und links vom Cockpit eingebaut. Auch dieses Fahrzeug hatte ein Zweiganggetriebe, Querlenker und Schraubenfedern vorn und eine De-Dion-Achse mit Blattfedern hinten.

### Qualifikation
| Pos. | Fahrer              | Ø-Tempo      |
| ---- | ------------------- | ------------ |
| 1    | Luigi Musso*        | 281,077 km/h |
| 2    | Bob Veith           | 278,857 km/h |
| 3    | Juan Manuel Fangio  | 275,841 km/h |
| 4    | Eddie Sachs         | 275,841 km/h |
| 5    | Don Freeland        | 275,180 km/h |
| 6    | Jimmy Bryan         | 275,041 km/h |
| 7    | Jim Rathmann        | 274,521 km/h |
| 8    | Johnny Thomson      | 268,682 km/h |
| 9    | Rodger Ward         | 268,635 km/h |
| 10   | Troy Ruttman        | 268,578 km/h |
| 11   | Stirling Moss       | 264,553 km/h |
| 12   | Ray Crawford        | 263,641 km/h |
| 13   | Jimmy Reece         | 263,188 km/h |
| 14   | Phil Hill**         | 259,468 km/h |
| 15   | Maurice Trintignant | 258,591 km/h |
| 16   | Masten Gregory      | 254,293 km/h |
| 17   | Jack Fairman        | 246,376 km/h |
| 18   | Harry Schell        | 245,586 km/h |
| 19   | Ivor Bueb           | 241,960 km/h |

* Musso qualifizierte Hawthorns Fahrzeug

** Hill übernahm das Fahrzeug von Musso

### Lauf 1
Am Renntag war es warm und sonnig, aber es gab Spekulationen darüber, ob Juan Manuel Fangio am Rennen teilnehmen könne oder nicht. Als an seinem Fahrzeug am Morgen die Zündkerzen gewechselt wurden, stellten die Mechaniker fest, dass ein Kolben gebrochen war. Es wurde gehofft, den Start ausreichend lang nach hinten zu verlegen, um einen neuen Kolben einbauen zu können. Aber trotz einer Verzögerung um 15 Minuten, ließ sich die Reparatur nicht rechtzeitig beenden. Das Fahrzeug wurde entsprechend den Regeln aus seiner Startposition in die Boxengasse geschoben und der amtierende Formel-1-Weltmeister nahm nicht am Rennen teil.
Beim fliegenden Start nutzte Musso den Vorteil seines Dreiganggetriebes und übernahm die Führung vor Sachs, Bryan und Rathmann. Er fuhr die erste Runde in 65 Sekunden. Sachs überholte Musso am Ende der zweiten Runde, aber Musso eroberte mit einer Rundenzeit von 54,8 Sekunden die Führung in der dritten Runde zurück. In der fünften Runde übernahm wieder Sachs die Führung und zwei Runden später konnte auch Bryan an Musso vorbeiziehen.
Von der elften Runde an war Rathmann in Führung und behielt sie bis ins Ziel bei. Musso und Sachs kämpften weiter um den zweiten Platz, bis in der 20. Runde ein herausgeschleuderter Pleuel ein großes Loch in das Gehäuse von Sachs’ Motor schlug. Musso behielt den zweiten Platz aber nicht lange, denn sechs Runden später kam er mit Beschwerden durch die Methanol-Abgase die Box. Am Fahrzeug wurden die Reifen gewechselt und Hawthorn übernahm das Steuer. Er kehrte auf dem siebenten Platz in das Rennen zurück. Zu diesem Zeitpunkt war Stirling Moss bis auf den dritten Platz nach vorn gekommen.
Am Ende der 53. Runde überholte Bob Veith Stirling Moss und kurz danach überholte Troy Ruttman beide vorbei, als sie von einem zu überrundenden Fahrzeug aufgehalten wurden. Allerdings musste er noch einmal zum Tanken an die Box und fiel auf Rang sieben zurück. Jim Rathmann gewann den ersten Lauf vor Jimmy Bryan, Bob Veith, Stirling Miss, Jimmy Thomson und Mike Hawthorn.
| Pos. | Fahrer                      | Runden | Ergebnis                  |
| ---- | --------------------------- | ------ | ------------------------- |
| 1    | Jim Rathmann                | 63     | 0:59:40,9 Std.            |
| 2    | Jimmy Bryan                 | 63     | + 23,2 s                  |
| 3    | Bob Veith                   | 63     | + 45,5 s                  |
| 4    | Stirling Moss               | 63     | + 54,2 s                  |
| 5    | Johnny Thomson              | 61     | + 2 Runden                |
| 6    | Luigi Musso / Mike Hawthorn | 60     | + 3 Runden                |
| 7    | Troy Ruttman                | 60     | + 3 Runden                |
| 8    | Jimmy Reece                 | 59     | + 4 Runden                |
| 9    | Maurice Trintignant         | 59     | + 4 Runden                |
| 10   | Ray Crawford                | 58     | + 5 Runden                |
| 11   | Jack Fairman                | 57     | + 6 Runden                |
| 12   | Harry Schell                | 56     | + 7 Runden                |
| 13   | Masten Gregory              | 55     | + 8 Runden                |
| 14   | Ivor Bueb                   | 45     | + 18 Runden               |
| DNF  | Rodger Ward                 | 20     | Drehfeder                 |
| DNF  | Eddie Sachs                 | 20     | Pleuel                    |
| DNF  | Phil Hill                   | 17     | Zündung/Kraftstoffleitung |
| DNF  | Don Freeland                | 17     | Nockenwellenantrieb       |
| DNS  | Juan Manuel Fangio          | 0      | Kolben                    |

### Lauf 2
Nach dem ersten Lauf folgte eine Pause von 1½ Stunden, in der Mechaniker Reparaturen an den Fahrzeugen vornehmen konnten. Die Startreihenfolge war der Zieleinlauf des ersten Laufs. Fangio konnte auch am zweiten Lauf nicht teilnehmen und Maurice Trintignant wurde durch A. J. Foyt ersetzt.
Rathmann übernahm gleich in Runde eins die Führung vor Bryan, Musso, Moss und Veith und behielt diese bis ins Ziel. Der Ferrari von Harry Schell fiel schnell wegen einiger mechanischer Defekte aus. In den nächsten Runden wechselten Veith, Moss, Ruttmann und Bryan ständig die Positionen. In Runde 19 kam Musso wiederum an die Box, weil ihm die Abgase zu schaffen machten. Diesmal übergab er aber an Phil Hill, dessen Ferrari aus dem ersten Lauf beim zweiten nicht mehr an den Start ging.
Der drittplatzierte Moss kam näher an Veith heran, während Bryan, dem Ruttman folgte, näher an Moss herankam. Es kam zu einem sehr engen Kampf zwischen diesen vier Fahrern von der 32. bis zur 56. Runde. Auf den langen Geraden überholten sich die Fahrer gegenseitig aus dem Windschatten heraus. Ab der 57. Runde verlor Moss’ Motor Umdrehungen, wegen eines Defektes in einem der beiden Magneten (der Motor hatte zwei Zündkerzen pro Zylinder). Er fiel zurück auf den fünften Platz. Als Ruttman die Ziellinie überquerte, zog Fairmans Wagen eine große Qualmwolke hinter sich her, da in der letzten Runde ein Kolben kaputt ging.
| Pos. | Fahrer                  | Runden | Ergebnis            |
| ---- | ----------------------- | ------ | ------------------- |
| 1    | Jim Rathmann            | 63     | 1:00:18,5 Std.      |
| 2    | Bob Veith               | 63     | + 16,8 s            |
| 3    | Jimmy Bryan             | 63     | + 42,4 s            |
| 4    | Troy Ruttman            | 63     | + 43,7 s            |
| 5    | Stirling Moss           | 62     | + 1 Runden          |
| 6    | A. J. Foyt              | 61     | + 2 Runden          |
| 7    | Jimmy Reece             | 60     | + 3 Runden          |
| 8    | Ray Crawford            | 60     | + 3 Runden          |
| 9    | Luigi Musso / Phil Hill | 60     | + 3 Runden          |
| 10   | Jack Fairman            | 57     | + 6 Runden          |
| 11   | Ivor Bueb               | 51     | + 12 Runden         |
| DNF  | Rodger Ward             | 31     | + 32 Runden         |
| DNF  | Masten Gregory          |        | Defekt am Heck      |
| DNF  | Harry Schell            | 4      | mechanische Defekte |
| DNF  | Johnny Thomson          | 1      | Kurbelwelle         |
| DNF  | Don Freeland            |        |                     |
| DNS  | Juan Manuel Fangio      | 0      | Kolben              |
| DNS  | Eddie Sachs             | 0      |                     |
| DNS  | Phil Hill               | 0      |                     |

### Lauf 3
Fangio erschien zum letzten Lauf in der Startaufstellung, allerdings zunächst ohne Fahrzeug, weswegen die Zuschauer dachten, er würde vielleicht das Fahrzeug eines anderen Teilnehmers übernehmen. Moss hatte ein großes Pflaster an der Hand, aber er zog Helm und Rennbrille an und stieg in sein Fahrzeug. Auch Hawthorn stieg in sein Fahrzeug und schließlich wurde Fangios Rennwagen in die Startaufstellung geschoben. Das Rennen dauerte für ihn allerdings nicht lange. Am Ende der ersten Runde fiel er mit defekter Benzinpumpe aus.
Rathmann führte wieder von der ersten Runde an, mit den beiden Jaguars hinter ihm. Moss kam als Letzter vom Start weg, weil er nicht in den ersten Gang schalten konnte und dem zweiten anfahren musste. Aber er holte immer mehr auf. In Runde 14 überholte er Hawthorn und war Sechster, in Runde 20 übernahm er Platz fünf von Crawford. Danach holte er pro Runde zwei Sekunden auf A. J. Foyt auf.
In Runde 29 verlor Veith plötzlich ein Rad, das Fahrzeug schlingerte, kam aber sicher zum Stehen. Dadurch war Moss jetzt auf dem vierten Platz hinter Rathmann, Bryan und Foyt. Diesmal litt Hawthorn unter den Abgasen des Ferraris und kam an die Box, um an Phil Hill zu übergeben. In der 41. Runde fiel Moss aus, da in einer der Steilkurven die Lenkung seines Eldorado-Maserati nicht mehr reagierte. Er berührte die Leitplanke am oberen Rand der Fahrbahn, schleuderte und kam unten unverletzt zum Stehen. Die Reihenfolge im Rennen war nun Rathmann, Bryan, Hill und Crawford. Hill hatte Crawford in der 58. Runde überholt. Rathman hielt seine Position bis ins Ziel.
| Pos. | Fahrer                    | Runden | Ergebnis              |
| ---- | ------------------------- | ------ | --------------------- |
| 1    | Jim Rathmann              | 63     | 0:59:37,9 Std.        |
| 2    | Jimmy Bryan               | 63     | + 26,7 s              |
| 3    | Mike Hawthorn / Phil Hill | 60     | + 3 Runden            |
| 4    | Ray Crawford              | 60     | + 3 Runden            |
| 5    | Jimmy Reece               | 59     | + 4 Runden            |
| DNF  | A. J. Foyt                | 54     | Kurbelwelle gebrochen |
| 7    | Ivor Bueb                 | 52     | + 11 Runden           |
| DNF  | Masten Gregory            | 44     | -                     |
| DNF  | Stirling Moss             | 40     | Unfall                |
| DNF  | Bob Veith                 | 28     | Rad verloren          |
| DNF  | Troy Ruttman              | 12     | Benzinleitung         |
| DNF  | Juan Manuel Fangio        | 1      | Benzinpumpe           |

### Endergebnis
Die drei Läufe wurden addiert. Sieger des Rennens der zwei Welten 1958 war Jim Rathman.
| Pos. | Fahrer                                  | Runden | Ergebnis       |
| ---- | --------------------------------------- | ------ | -------------- |
| 1    | Jim Rathmann                            | 189    | 2:59:37,3 Std. |
| 2    | Jimmy Bryan                             | 189    | + 01:32,3 Min. |
| 3    | Mike Hawthorn / Luigi Musso / Phil Hill | 180    | + 9 Runden     |
| 4    | Ray Crawford                            | 178    | + 11 Runden    |
| 5    | Jimmy Reece                             | 178    | + 11 Runden    |
| 6    | A. J. Foyt / Maurice Trintignant        | 174    | + 15 Runden    |
| 7    | Stirling Moss                           | 164    | + 25 Runden    |
| 8    | Bob Veith                               | 153    | + 36 Runden    |
| 9    | Ivor Bueb                               | 148    | + 41 Runden    |
| 10   | Troy Ruttman                            | 135    | + 54 Runden    |
| 11   | Jack Fairman                            | 114    | + 75 Runden    |
| 12   | Masten Gregory                          | 99     | + 90 Runden    |
| 13   | Harry Schell                            | 71     | + 118 Runden   |
| 14   | Johnny Thomson                          | 65     | + 124 Runden   |
| 15   | Rodger Ward                             | 51     | + 138 Runden   |
| 16   | Eddie Sachs                             | 20     | + 169 Runden   |
| 17   | Don Freeland                            | 17     | + 172 Runden   |
| 18   | Phil Hill                               | 17     | + 172 Runden   |
| 19   | Juan Manuel Fangio                      | 1      | + 188 Runden   |